# Wspólnota administracyjna Hörsel
Wspólnota administracyjna Hörsel (niem. Verwaltungsgemeinschaft Hörsel) - była wspólnota administracyjna w Niemczech, w kraju związkowym Turyngia, w powiecie Gotha. Siedziba wspólnoty znajdowała się w miejscowości Hörselgau.
1 grudnia 2011 wspólnota została rozwiązana, a tworzące ją gminy utworzyły gminę samodzielną Hörsel i stały się automatycznie jej dzielnicami.
Wspólnota administracyjna zrzeszała dziesięć gmin wiejskich: 
1. Aspach
2. Ebenheim
3. Fröttstädt
4. Hörselgau
5. Laucha
6. Mechterstädt
7. Metebach
8. Teutleben
9. Trügleben
10. Weingarten